# Roel van Hemert
Roel van Hemert (født 21. november 1984 i Hurwenen, Gelderland) er en hollandsk fodboldspiller der i øjeblikket spiller for ASV Geel i Belgien. Han spiller som midterforsvar. Han har tidligere spillet for FC Hjørring